# Цвіркун (журнал)
«Цвіркун» — шкільний часопис, який редагували та видавали учні семінарії оо. Василіян у Бразилії; виходить неперіодично з 1945 (до кін. 1983 — 173 чч.), наклад 1400 примірників.
Містить інформацію з життя учнів, репортажі, статті на виховні теми, оповідання, вірші, розваговий матеріал та ін.
Редакція і адміністрація — у Курітібі.